# Andriashevicottus megacephalus
Andriashevicottus megacephalus – gatunek morskiej ryby skorpenokształtnej (Scorpaeniformes) z rodziny głowaczowatych (Cottidae), jedyny przedstawiciel rodzaju Andriashevicottus. Znany jedynie z holotypu opisanego z wyspy Simuszir (Wyspy Kurylskie) złowionego na głębokości 100 m. Miał długość 23,6 cm.